# Polychrysia flavago
Polychrysia flavago är en fjärilsart som beskrevs av Eugen Johann Christoph Esper 1787. Polychrysia flavago ingår i släktet Polychrysia och familjen nattflyn. Inga underarter finns listade i Catalogue of Life.